# Ian Bibby
Ian Michael Bibby (Preston, 20 december 1986) is een Engels wielrenner en veldrijder die anno 2018 rijdt voor JLT Condor.

## Carrière
In 2017 behaalde Bibby zijn eerste profzege op de weg toen hij de Velothon Wales op zijn naam schreef.

## Veldrijden

### Palmares
| Seizoen   | Wereldbeker | National Trophy Series | WK       | EK       | BK       | Overige  | Totaal aantal zeges |          |
| Junioren  | Junioren    | Junioren               | Junioren | Junioren | Junioren | Junioren | Junioren            | Junioren |
| --------- | ----------- | ---------------------- | -------- | -------- | -------- | -------- | ------------------- | -------- |
| 2002-2003 |             |                        | 31e      |          |          |          | 0                   |          |
| 2003-2004 |             |                        | 34e      | 44e      |          |          | 0                   |          |
| Beloften  |             |                        |          |          |          |          |                     |          |
| 2007-2008 |             |                        |          |          | Goud     |          | 1                   |          |
| Elite     |             |                        |          |          |          |          |                     |          |
| 2006-2007 |             |                        |          |          | 7e       |          | 0                   |          |
| 2007-2008 |             | Derby                  |          |          |          |          | 1                   |          |
| 2008-2009 |             |                        |          |          | 6e       |          | 0                   |          |
| 2009-2010 |             |                        |          |          | Goud     |          | 1                   |          |
| 2012-2013 |             |                        |          |          | Zilver   |          | 0                   |          |
| 2013-2014 |             |                        |          |          | 6e       |          | 0                   |          |
| 2015-2016 |             |                        |          |          | 14e      |          | 0                   |          |

## Wegwielrennen

### Overwinningen
2010
1e etappe Cinturón a Mallorca
2011
3e etappe Cinturón a Mallorca
2012
2e etappe Mi-Août en Bretagne
2015
6e etappe An Post Rás
2017
1e etappe Bay Cycling Classic
Eindklassement Bay Cycling Classic
Velothon Wales
2018
4e etappe New Zealand Cycle Classic
Proloog Ronde van Japan

## Ploegen
- 2009 –  Team Halfords
- 2010 –  Motorpoint-Marshalls Pasta
- 2011 –  Motorpoint
- 2012 –  Endura Racing
- 2013 –  Madison Genesis
- 2014 –  Madison Genesis
- 2015 –  NFTO
- 2016 –  NFTO
- 2017 –  JLT Condor
- 2018 –  JLT Condor

Anderson · Bibby · Blain · Camaño · Dempster · Downing · Mandri · McEvoy · Partridge · Rowsell · Thwaites · Tiernan-Locke · Voss · Wetterhall · Wilkinson · Windsor
Bibby · Bradbury · Briggs · Burton · Clancy · Gibson · Gullen · Laverack · McCarthy · Moses · Mould · Slater · Stewart · Wood